# Gebhardsreuth
Gebhardsreuth ist ein Gemeindeteil des Marktes Moosbach im Oberpfälzer Landkreis Neustadt an der Waldnaab, Bayern.

## Geographische Lage
Das Dorf Gebhardsreuth liegt etwa 2 km nordöstlich von Moosbach.

## Geschichte
Zum Stichtag 23. März 1913 (Osterfest) wurde Gebhardsreuth als Teil der Pfarrei Moosbach mit 15 Häusern und 64 Einwohnern aufgeführt.
Am 31. Dezember 1990 hatte Gebhardsreuth 57 Einwohner und gehörte zur Pfarrei Moosbach.

## Kultur und Sehenswürdigkeiten
Gebhardtsreuth hat eine 1950 erbaute Mutter-Anna-Kapelle. Diese wurde am 26. Juli 2018 entweiht und soll abgerissen werden. Als Ersatz wurde 2017 eine neue Dorfkapelle errichtet.